# Kenny Neal
Pour les articles homonymes, voir Neal.
Kenny Neal est un musicien de blues né le 14 octobre 1957 à La Nouvelle-Orléans. Guitariste et chanteur, il joue surtout du swamp blues.

## Biographie
Fils de Raful Neal (musicien louisiannais né en juin 1936, qui a une émission hebdomadaire à la radio et reçoit chez lui ses amis : Slim Harpo, James Johnson…), Kenny Neal débuta en 1976 comme bassiste de Buddy Guy. 
Son nom est indissociable de celui de Billy Branch, avec lequel il sortira ses meilleurs albums. Cette collaboration donnera lieu à Toronto au groupe nommé Kenny Neal Blues Band, comportant plusieurs des meilleurs musiciens blues de l'époque ainsi que ses frères Noël, Larry, Raful Jr et Riley.
De retour à Bâton-Rouge, il enregistre pour Alligator Records, puis pour Telarc.

## Discographie

### de Kenny Neal
- 1988 : Big news from Baton Rouge (Alligator)
- 1989 : Devil child (Alligator)
- 1992 : Bayou blood (Alligator)
- 1994 : Hoodoo moon (Alligator)
- 1998 : Easy meeting (Isabel) avec Billy Branch
- 2010 : Hooked on your love (Dixiefrog)

### de Raful Neal
- 1987 : Louisiana Legend (Alligator)
- 2001 : The Hoodoo Kings (Telarc) avec Eddie Bo et Rockin' Tabby Thomas

## Derniers concerts en France
- au Cahors Blues Festival (Lot) le 12 juillet 2017
- au Blues Passion de Cognac (Charente) le 4 juillet 2017
- au Jazz Club Lionel Hampton avec Raful Neal
- le mardi 6 août 2002 au Festival Jazz in Marciac avec Buddy Guy
- le lundi 9 juin 2014 au Festival Terre de Blues de Marie Galante
- le 6 juillet 2017 dans le cadre du festival Jazz à Vienne
- le 12 juillet 2017 dans le cadre du festival Cahors Blues Festival